# هانس كيلر
هانس كيلر هو لاعب هوكي الجليد سويسري، ولد في 24 مارس 1944 في سويسرا.

## وصلات خارجية
- هانس كيلر على موقع أوليمبيديا (الإنجليزية)